# Anne Wivel
Anne Regitze Wivel (født 18. juni 1945) er en dansk filminstruktør.

## Baggrund
Hendes fader var forlagsboghandler og forfatter Ole Wivel, og hendes fætter er journalist og tidligere chefredaktør Peter Wivel. Hun var gift med Svend Auken.
- Uddannet maler og cand.phil. på Det Kongelige Danske Kunstakademi (1977).
- Filminstruktør på Den Danske Filmskole (1980).
- Underviser på Den Danske Filmskole.
- Producer for Barok Film (2004-)

## Priser
Anne Wivel har lavet en række dokumentarfilm, som har vundet priser i ind- og udland bl.a.
- Prix Italia.
- Special Price by Frederick Wiseman.
- Nordiska Filmpriset.
- Nomineringer til Bodil– og Felixprisen – og Sølvbjørnen ved Filmfestivalen i Berlin.
- Har vundet fire Robertpriser, senest i 2007 for bedste lange dokumentarfilm.
- Roos-prisen af Det Danske Filminstitut. 2003

## Filmografi
- Arbejde mod frihed, 1983
- Motivation (Anne Wivel, Arne Bro, DK, 1983): Instruktør/Manus.
- Gorilla Gorilla (Anne regitze Wivel, DK, 1983): Instruktør/Manus.
- De tavse piger (Anne Wivel, Arne Bro, DK, 1985): Instruktør/Manus
- Ansigt til ansigt (Anne Wivel, DK, 1987) : Instruktør/Manus
- David eller Goliath (Anne Wivel, DK, 1988) : Instruktør
- Giselle (Anne Regitze Wivel, DK, 1991) : Instruktør/Manus
- Søren Kierkegaard (Anne Regitze Wivel, DK, 1994) : Instruktør/Manus
- En gal, en elsker eller en poet (Anne Regitze Wivel, DK, 2005): Instruktør/Manus
- Det vi ser (2006)
- Menneskenes land - min film om Grønland (Anne Regitze Wivel, DK, 2006): Instruktør/Fotograf
- Svend (Anne Regitze Wivel, DK, 2011): Instruktør/Fotograf
- Mand falder (Anne Regitze Wivel, DK, 2015): Instruktør/Fotograf

## Producentvirksomhed
Ved siden af arbejdet som instruktør er Anne Wivel producer og konsulent på Barok Film Hun er medlem af Barok Films bestyrelse og stedets kunstneriske leder.
Hun har produceret flg:
- Peter Laugesen - fire stemmer (Michael Schmidt, DK, 2004) : Producer
- Silkevejen (Jytte Rex, DK, 2004): Produktion
- Rukov - på sporet af den tabte tid (Flemming Lyngse, DK, 2004) : Producer
- Min fars sind (Vibe Mogensen, DK, 2005): Producer
- Duften af Beirut (Dorte Høeg Brask, DK, 2007): Producer
- Someone like you (Nanna Frank Møller, DK, 2007): Produktion

Anne Wivel var fra starten deltager i Dogme95-projektet, men sprang fra sidenhen.